# Cordillera de Brindabella
La cordillera de Brindabella, comúnmente llamada The Brindabellas o The Brindies, es una cadena montañosa ubicada en Australia, en una frontera entre Nueva Gales del Sur y el Territorio de la Capital Australiana (TCA). La cordillera se eleva al oeste de Canberra, la capital australiana, e incluye el parque nacional Namadgi en el TCA y la reserva natural Bimberi y el parque nacional Brindabella en Nueva Gales del Sur. Las Brindabellas son visibles al oeste de Canberra y forman una parte importante del paisaje de la ciudad.

## Ubicación y características
La cordillera de Brindabella se encuentra en el extremo norte de la biorregión de los Alpes Australianos, marcando la línea divisoria con el extremo sur de la biorregión de las Tierras Altas del Sudeste y los límites orientales de Riverina. El punto norte de la cordillera es el monte Coree, situado a 34 kilómetros (21,1 mi) al oeste-noroeste de Canberra. Desde este punto, la cordillera se dirige generalmente hacia el sur, hacia la cuenca oriental del río Murrumbidgee, en una línea que marca el borde occidental de la frontera de TCA con Nueva Gales del Sur. El punto más al sur de la cordillera se encuentra en Bimberi Gap en el Territorio de la Capital Australiana y la frontera de Nueva Gales del Sur. La gama se encuentra junto a las cordilleras de Bag, Baldy, Codys Ridge, Dingi Dingi Ridge y Webbs Ridge. Las cordilleras de Scabby y de Bimberi se encuentran al sur.
La geología de la cordillera comprende granitos con fallas en bloque y rocas metamórficas paleozoicas. Hay pequeñas áreas de basalto terciario con gravas de río enterradas y sedimentos lacustres. Las características típicas de la cordillera incluyen llanuras altas de bajo relieve con márgenes y pendientes pronunciadas y valles fluviales alineados con fallas con profundos desfiladeros y cascadas. Los suelos en el rango cambian con la altitud. En los niveles más bajos de los bosques, los suelos de textura de contraste son la norma. En las zonas subalpinas de eucaliptos de nieve son comunes los suelos de gradación profunda con cantidades moderadas de materia orgánica.

### Picos
La montaña más alta dentro de la cordillera es Bimberi Peak a 1.913 metros (6.276 pies), Monte Gingera a 1857 metros (2030,8 yd),  Monte Ginini a 1762 metros (1926,9 yd),  Monte Franklin a 1646 metros (1800,1 yd),  Monte Aggie a 1421 metros (1554,0 yd), Mount Coree a 1421 metros (1554,0 yd),  Monte Bramina a 1392 metros (1522,3 yd), Bulls Head a 1375 metros (1503,7 yd), Montaña Botella Negra a 1356 metros (1482,9 yd), Monte Lickhole a 1188 metros (1299,2 yd) y la montaña Brindabella a 972 metros (1063,0 yd).

## Historia
Los guardianes tradicionales de la zona ahora conocida como la Cordillera de Brindabella son los Ngunnawal, Walgalu y Djimantan, todos los pueblos aborígenes australianos.
El valle de Brindabella, ubicado en Nueva Gales del Sur al oeste de la cordillera, fue colonizado por primera vez por los europeos como una estación de almacenamiento para la estación de Yarralumla en la década de 1830, con la primera concesión de tierras en 1849. Se encontró oro se encontró en 1860 y se extrajo desde la década de 1880. En 1887 se formó Brindabella Gold Mining Company y la minería continuó hasta 1910. El valle es ahora un área agrícola y consta de una serie de pequeñas granjas de ganado, incluida la estación Brindabella, declarada patrimonio de la humanidad, el hogar de la infancia de Miles Franklin, escritora australiana de principios del siglo XX que creció en el valle de Brindabella y escribió una obra autobiográfica, Childhood at Brindabella, que habla de sus primeros años ahí.

## Turismo

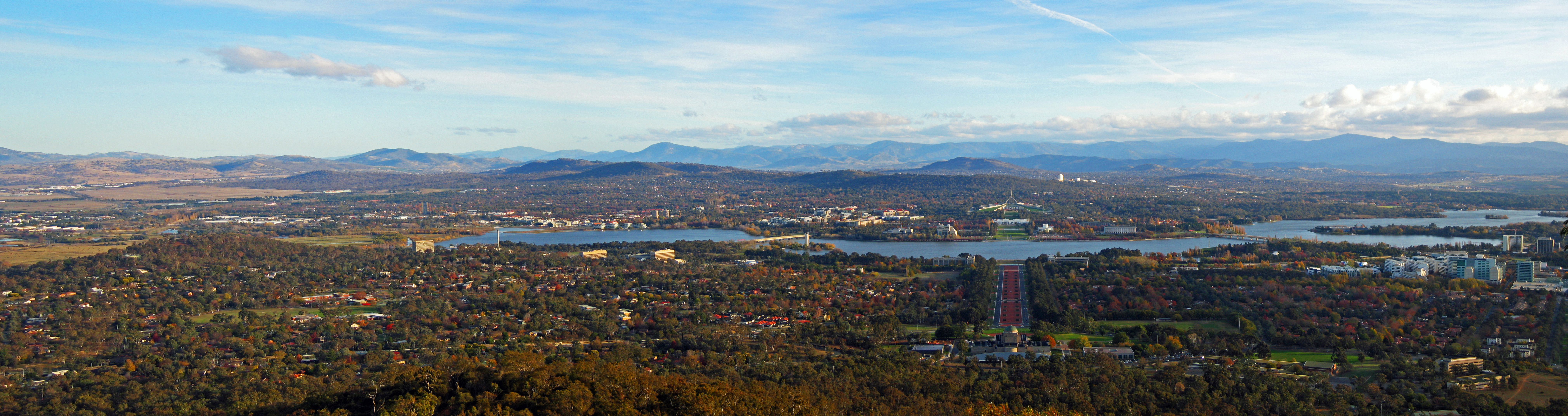
La ciudad de Canberra mirando hacia la cordillera de Brindabella.

Los campos de esquí más al norte de Australia se encuentran en Brindabella e incluyen el parque nacional Namadgi en el TCA y la Reserva Natural Bimberi y el parque nacional Brindabella en Nueva Gales del Sur. La montaña más alta del TCA es Bimberi Peak, que se encuentra por encima de la línea de árboles a 1912 metros (2091,0 yd), en el extremo norte de las Montañas Snowy.
Se construyó un chalet de esquí en Mount Franklin en 1938 para dar servicio al Club Alpino de Canberra. Se despejaron las pistas de esquí y se improvisaron remolques de esquí. El chalet funcionó más tarde como museo antes de ser destruido en los incendios forestales de Canberra de 2003. Un nuevo refugio diseñado y construido por estudiantes de la Universidad de Adelaida se inauguró en 2008. Hoy en día, el esquí de fondo es posible en la zona, cuando las condiciones lo permiten. El esquí de fondo también se practica en el monte Gingera, que se eleva sobre la ciudad de Canberra a una altura de 1857 metros (2030,8 yd), y es el pico cubierto de nieve más prominente sobre la ciudad.